# Ludwig Bruch
Ludwig Bruch (* 2. Juli 1857 in Thaleischweiler; † 18. Juli 1943 in Schliersee) war ein deutscher Konteradmiral der Kaiserlichen Marine.

## Leben
Ludwig Bruch trat am 21. April 1877 in die Kaiserliche Marine ein. Am 15. Juni 1878 wurde er zum Seekadett befördert.
Vom 3. Oktober 1878 bis 6. Oktober 1880 war er auf der Prinz Adalbert, kam dann, ab 16. November 1880 Unterleutnant zur See und ab 17. November 1881 mit Patent als Unterleutnant zur See mit RDA vom 16. November 1880, bis 24. April 1882 an die Marineschule und von hier als Wachoffizier erst bis 26. September 1882 auf die Friedrich der Große und dann, ab 19. April 1884 Leutnant zur See, bis 22. Oktober 1884 auf die Leipzig. Er wurde Kompanieoffizier bei der II. Werftdivision. Vom 14. April 1885 bis 4. April 1887 war er erneut als Wachoffizier, jetzt nur auf der Stein, kommandiert. Vom 5. April 1887 bis 30. September 1888 war er Kompanieoffizier bei der II. Matrosen-Artillerie-Abteilung und als Navigationsoffizier war er vom 12. November 1888 bis 13. Dezember 1889 auf der Pfeil. Nachdem er vom 14. Dezember 1889 bis 31. März 1890 zur Verfügung des Chefs der Marinestation der Nordsee gesetzt war, kam er als Kompanieoffizier zur II. Torpedo-Abteilung und wurde in dieser Position am 12. Mai 1891 Kapitänleutnant. In dieser Position war er zeitgleich als Torpedoboot-Kommandant eingesetzt:
- vom 22. April 1890 bis 8. August 1890: S 38
- vom 9. August 1890 bis 12. Dezember 1890 und erneut vom 17. Februar 1891 bis 13. Juli 1891: S 2
- vom 25. Juli 1891 bis 17. Oktober 1891: D 7
- vom 12. April 1892 bis 30. September 1892: D 8

Ab 1. Oktober 1893 folgte sein Einsatz als Navigationsoffizier, erst bis 22. Februar 1893 auf der Siegfried, dann bis 29. September 1893 auf der Frithjof. Anschließend kam er bis 29. September 1894 als Adjutant zur II. Marineinspektion.
Er war vom 30. September 1894 bis 28. September 1895 Erster Offizier auf dem Schiff und mit reduzierter Besatzung mit Unterbrechungen auch Kommandant der Frithjof. Von Februar bis April 1894, von September 1894 bis Februar 1895 und erneut im Juli 1895 war er dort Kommandant. Vom 29. September 1895 bis 2. Mai 1896 war er Mitglied der Schiffsprüfungskommission und hatte zusätzlich weitere Einsätze als Schiffskommandant. Nach der Indienststellung übernahm er im Oktober 1895 die Geier, welche er bis Januar 1896 führte. Ab 22. Januar 1896 war er letzter Kommandant der Comet, welche am 2. Mai 1896 außer Dienst gestellt wurde. Er kam bis 4. Mai 1898 als Erster Offizier auf die Prinzeß Wilhelm. In Vertretung für Oskar Truppel war er vom 14. Februar 1898 bis 15. April 1898 Kommandant der Prinzeß Wilhelm. Am 12. April 1898 war er zum Korvettenkapitän befördert worden. Vom 5. Mai 1898 bis 29. November 1898 befand er sich auf der Heimreise aus Ostasien und war zur Verfügung des Chefs der Marinestation der Ostsee gesetzt. Ab dem 30. November 1898 war er Kommandeur der I. Torpedo-Abteilung und zugleich vom 14. April 1899 bis 16. September 1899 Chef der I. Torpedobootsflottille und vom 30. Juli 1900 bis 3. August 1900 Chef der II. Torpedobootsflottille. Anschließend war er bis September 1900 letzter Kommandant der Greif. Er kam zurück zur Schiffsprüfungskommission und war hier bis 30. September 1901 wieder Mitglied. Als am 15. November 1901 die Amazone in Dienst gestellt wurde, wurde er bis zu einer Beschädigung im September 1902 Kommandant des Schiffs. In dieser Position wurde er am 15. April 1902 zum Fregattenkapitän befördert. Bis 9. Oktober 1902 war er zur Verfügung der Marinestation der Nordsee gesetzt und zugleich Kommandant für Probefahrten. Vom 10. Oktober 1902 bis 29. März 1903 war er mit der Wahrnehmung der Geschäfte als Kommandeur der Schiffsjungendivision beauftragt. Ab 10. Januar 1903 war er bis 24. März 1903 zeitgleich mit der Wahrnehmung der Geschäfte als Artillerieoffizier vom Platz und Vorstand des Artillerie- und Minendepots Friedrichsort beauftragt.
1904 wurde Bruch als für das Kommando eines Linienschiffes ungeeignet beurteilt und wurde als Inspekteur der Marinedepotinspektion ins Reichsmarineamt versetzt. Hier konnte er überzeugen, sodass Tirpitz sich für einen Verbleib aussprach.
Bruch wurde von Ende März 1903 bis 30. September 1904 Artillerieoffizier vom Platz und Vorstand des Artillerie- und Minendepots Wilhelmshaven. Am 27. Januar 1904 wurde er Kapitän zur See. Zugleich war er vom 14. März 1904 bis 24. April 1904 in Vertretung Inspekteur der Marinedepotinspektion und dann mit der Wahrnehmung der Geschäfte als Inspekteur der Marinedepotinspektion beauftragt. Vom 1. Oktober 1904 bis 31. März 1907 war er Inspekteur der Marinedepotinspektion. Anschließend war er bis 8. Juni 1906 zur Verfügung des Chefs der Marinestation der Nordsee gesetzt. Am 8. Juni 1907 erhielt er den Charakter als Konteradmiral und wurde zur Disposition gestellt.
Nach dem Beginn des Ersten Weltkriegs wurde er reaktiviert. Als Nachfolger von Kapitän zur See Carl Tägert war er vom 15. September 1914 bis 2. Februar 1916 Kommandeur der II. Werftdivision.